# Luossavaara
Luossavaara (en same du Nord : Luossavárri) est une montagne située près de Kiruna, dans le Nord de la Suède.
Cette montagne est le site d'une ancienne mine de fer, la mine de Kiruna, exploitée par la société minière suédoise LKAB. Elle abrite un téléski et une piste, ainsi qu'un sentier de randonnée appelé Midnattsolstigen (le « sentier du soleil de minuit »).